# Belemnits
Els belemnits (Belemnoidea, gr. belemnon, "dard o fletxa") són un grup extint de mol·luscs cefalòpodes de la subclasse Coleoidea. Van viure des del Devonià fins al Cretaci superior. Vivien en el mar, agrupats en bancs i eren depredadors, alimentant-se de peixos i d'altres animals marins.
Eren molt similar en molts aspectes als moderns calamars i estretament relacionats amb les sípies actuals. Igual que ells, els belemnoïdeus posseïen un sac de tinta però, a diferència dels calamars i sípies, tenien deu braços de longitud similar, i no tenien dos tentacles llargs especialitzats.
Molt coneguts des d'antic, la seva forma ha donat origen als noms populars "bales de moro" o "puntes de raig", ja que es creia que es formaven quan un llampec tocava terra. Els belemnits són el fòssil estatal de Delaware.

## Característiques
Els belemnits eren similars als calamars i a les sèpies actuals; posseïen una conquilla interna amb forma de bala que ha fossilitzat amb molta freqüència. Tanmateix no tenien el parell de tentacles especialitzats que tenen els calamars moderns.
Els belemnoïdeus posseïen un fragmocon central format per aragonita i amb flotabilitat negativa. A la part posterior hi havia una pesada protecció de calcita el paper principal del qual sembla haver estat compensar la part frontal de l'organisme ja que situa el centre de massa per sota del centre de flotabilitat, augmentant l'estabilitat de l'organisme nedant.
Com alguns calamars moderns, els braços portaven una sèrie de petits ganxos per agafar preses. Els belemnits eren eficients carnívors que capturaven petits peixos i altres animals marins amb els braços i els menjaven amb les mandíbules en forma de bec de lloro. Al seu torn, els belemnits segurament formaven part de la dieta de rèptils marins com els ictiosaures, els estómacs fossilitzats dels quals freqüentment contenen els ganxos fosfatats del braços dels belemnits.

## Història evolutiva
Per bé que ja en el Carbonífer (fa uns 345 milions d'anys) van sorgir animals semblants, els veritables belemnits van començar a ser abundants en el Mesozoic, sobretot vivint en els mars del període Juràssic i Cretaci. Els belemnits es van extingir al final del Cretaci (fa 65 milions d'anys), en l'extinció massiva del Cretaci-Paleogen, que va acabar també amb els dinosaures i moltes altres formes de vida.

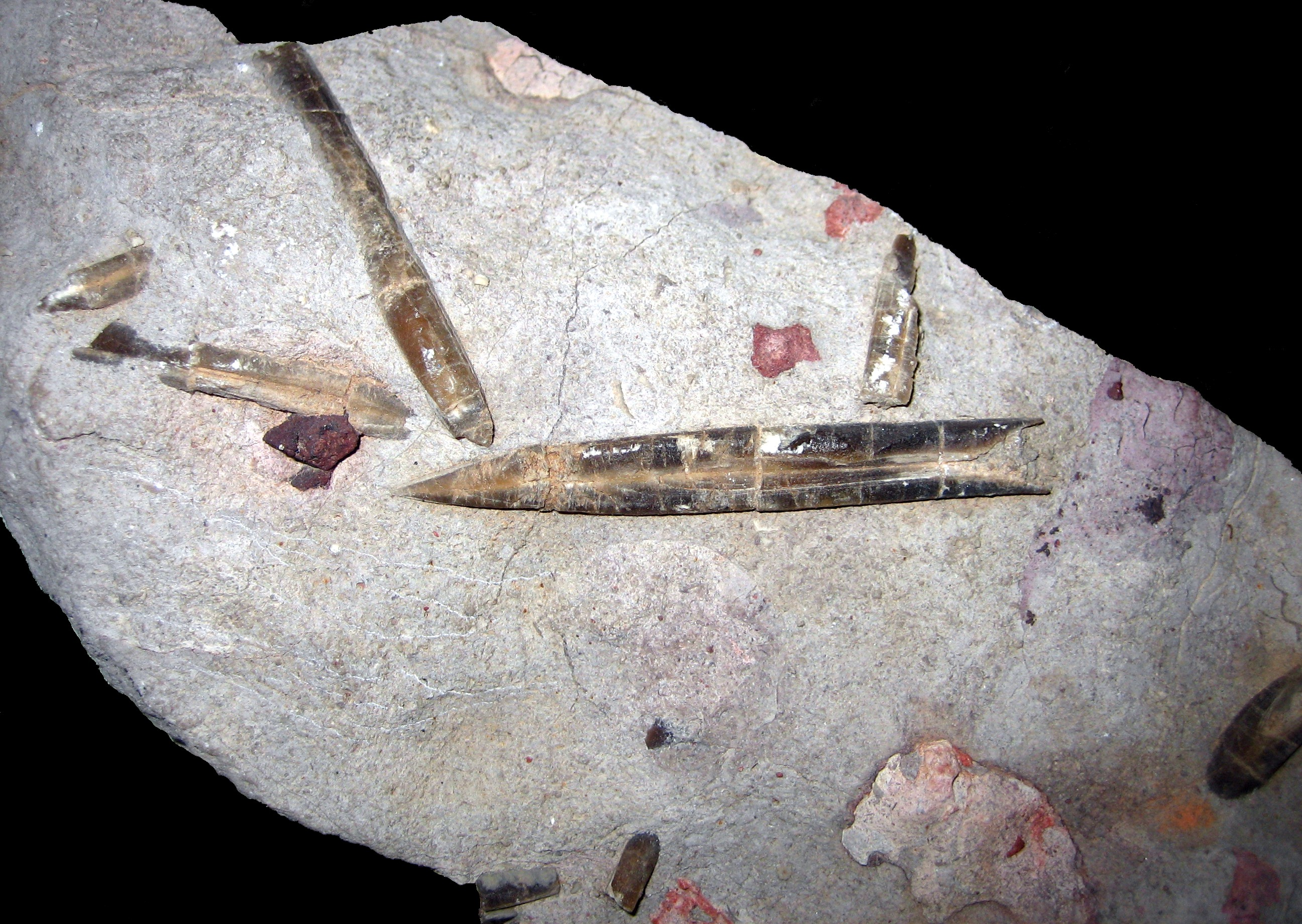
Belemnopsis dels Ports de Tortosa
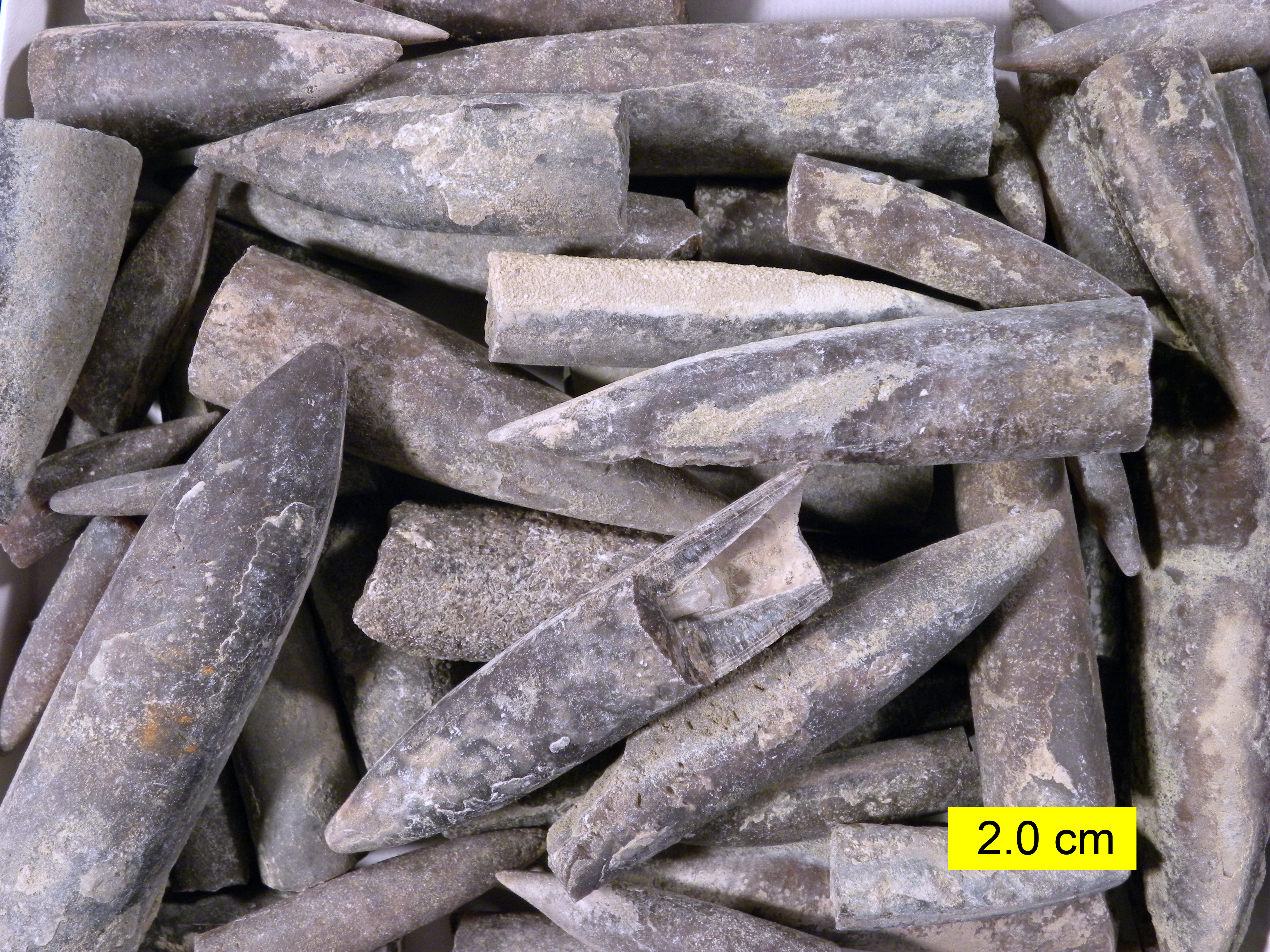
Fòssils (noteu la seva forma de bala)
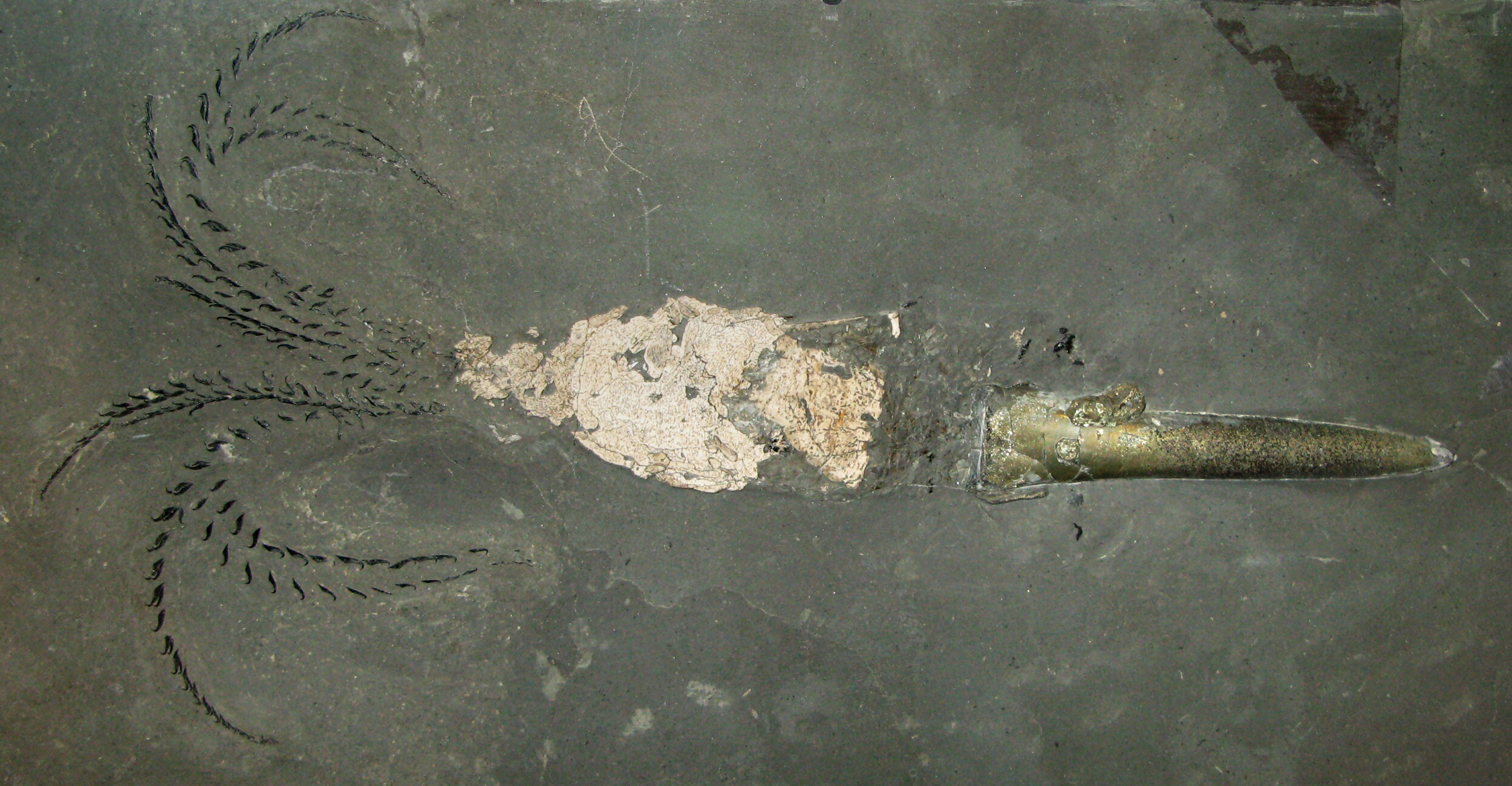
Un fòssil excepcionalment ben conservat